# Pavel Vízner
Pavel Vízner (* 15. Juli 1970 in Prag, damals ČSSR) ist ein ehemaliger tschechischer Tennisspieler.

## Karriere
Der Doppelspezialist konnte 16 Turniere im Doppel auf der ATP Tour für sich entscheiden und zwanzig weitere Male ein Finale erreichen. Dreimal konnte Vízner in ein Finale einer Grand-Slam-Doppelkonkurrenz vorstoßen. Dies gelang ihm bei den French Open 2001 und 2007 sowie den US Open 2007. Ein Erfolg blieb ihm allerdings jedes Mal verwehrt.
Im Jahr 2007 erreichte er mit Rang 5 seine höchste Platzierung in der Doppelweltrangliste. In der Einzelwertung kam er hingegen nie über einen 435. Rang aus dem August 1993 hinaus.

## Erfolge
| Legende                                                   |
| Grand Slam                                                |
| Tennis Masters Cup                                        |
| ATP Masters Series (1)                                    |
| ATP Championship Series ATP International Series Gold (3) |
| ATP World Series ATP International Series (12)            |
| ATP Challenger Series (8)                                 |

| Titel nach Belag |
| Hartplatz (6)    |
| Sand (7)         |
| Rasen (2)        |
| Teppich (1)      |

### Doppel

#### Turniersiege
| Nr. | Datum              | Turnier             | Belag         | Partner          | Finalgegner                           | Ergebnis          |
| --- | ------------------ | ------------------- | ------------- | ---------------- | ------------------------------------- | ----------------- |
| 01. | 20. Mai 1996       | St. Pölten          | Sand          | Sláva Doseděl    | David Adams Menno Oosting             | 6:7, 6:4, 6:3     |
| 02. | 10. Juni 1996      | Rosmalen            | Rasen         | Paul Kilderry    | Anders Järryd Mark Knowles            | 7:5, 6:3          |
| 03. | 8. Juli 1996       | Gstaad              | Sand          | Jiří Novák       | Trevor Kronemann David Macpherson     | 4:6, 7:6, 7:6     |
| 04. | 24. Februar 2003   | Kopenhagen          | Hartplatz (i) | Tomáš Cibulec    | Julian Knowle Michael Kohlmann        | 7:5, 5:7, 6:2     |
| 05. | 14. Juli 2003      | Stuttgart           | Sand          | Tomáš Cibulec    | Jewgeni Kafelnikow Kevin Ullyett      | 3:6, 6:3, 6:4     |
| 06. | 9. Februar 2004    | Mailand             | Teppich (i)   | Jared Palmer     | Daniele Bracciali Giorgio Galimberti  | 6:4, 6:4          |
| 07. | 27. September 2004 | Shanghai            | Hartplatz     | Jared Palmer     | Rick Leach Brian MacPhie              | 4:6, 7:6, 7:6     |
| 08. | 4. Oktober 2004    | Tokio               | Hartplatz     | Jared Palmer     | Jiří Novák Petr Pála                  | 5:1 aufgg.        |
| 09. | 13. Juni 2005      | ’s-Hertogenbosch    | Rasen         | Cyril Suk        | Leoš Friedl Petr Pála                 | 6:3, 6:4          |
| 10. | 20. Februar 2006   | Costa do Sauípe (1) | Sand          | Lukáš Dlouhý     | Mariusz Fyrstenberg Marcin Matkowski  | 6:1, 4:6, [10:3]  |
| 11. | 1. Mai 2006        | Estoril             | Sand          | Lukáš Dlouhý     | Leoš Friedl Lucas Arnold Ker          | 6:3, 6:1          |
| 12. | 9. Oktober 2006    | Wien                | Hartplatz (i) | Petr Pála        | Julian Knowle Jürgen Melzer           | 6:4, 3:6, [12:10] |
| 13. | 12. Februar 2007   | Costa do Sauípe (2) | Sand          | Lukáš Dlouhý     | Albert Montañés Rubén Ramírez Hidalgo | 6:2, 7:6          |
| 14. | 9. Juli 2007       | Gstaad (2)          | Sand          | František Čermák | Marc Gicquel Florent Serra            | 7:5, 5:7, [10:7]  |
| 15. | 5. August 2007     | Kanada              | Hartplatz     | Mahesh Bhupathi  | Paul Hanley Kevin Ullyett             | 6:4, 6:4          |
| 16. | 17. Februar 2008   | Marseille           | Hartplatz (i) | Martin Damm      | Yves Allegro Jeff Coetzee             | 7:6, 7:5          |